# タンラ・ユムツォ
タンラ・ユムツォ（当惹雍錯、チベット語：དྭངས་རྭ་གཡུ་མཚོ, ワイリー方式：dwangs rwa gyu mtsho, 蔵文拼音：Tangra Yumco、中国語：当惹雍錯 または 唐古拉雍木錯）は、中華人民共和国チベット自治区ナクチュ市ニマ県のガンディセ山脈北麓中腹の断陥盆地内にある内陸塩湖。チベット高原で最も深い湖であり、中国国内では2番目となる。また、面積はチベットで3番目に大きい。チベットの土着宗教ボン教の信者にとっては最大の聖なる湖である。

## 地理
湖面の海抜4,528m、南北方向の長さ71.7km、東西方向の幅19.4km、面積835.8km2、集水面積8,219.7km2。チベットの湖の中で3番目の大きさを持つ、流れ出す川を持たない内陸湖である。
南北方向へ断裂した湖盆内構造をしており、北東方向へ長くなっている。水深の異なった2つの湖盆で成り立っていて、南側の水深は最大100m、北側の水深は最大220m。タンラ・ユムツォはチベット高原で最も深い湖にして、中国国内では長白山天池に次いで2番目の深さの湖である。
周囲はチャンタン高原の殆ど無人の荒野であり、北緯30度45分~31度22分、東経86度23分~86度49分、行政区画ではチベット（西蔵）自治区ナクチュ（那曲）市ニマ（尼瑪）県の領域内にあり、北に文部郷が、更に北東にはニマ（尼瑪）鎮がある。
タンラ・ユムツォはガンディセ山脈の北麓中腹の断陥盆地内、東西の岸へは5500～6000mの南北方向の氷河の発達した山地が迫っており、三面が山に囲まれ、南岸の達爾果山の東側に平地が開けている。東南岸と北岸に広がる湖積平原はかつて北のタンチュンツォ（当穹錯）、南のシュルツォ（許如錯）と繋がっていた名残であり、かつては全長190kmにも達していたが、気候が乾燥して干上がり、タンチュンツォとシュルツォはタンラ・ユムツォと分離した。周囲の湖成段丘は多いところで20段以上にも及ぶ。その段丘面は平坦で、幅数十～数百m、最も広いところでは数kmに達する。

## 水質
タンラ・ユムツォの湖水は主に氷雪の融けた水から補給されている。pH値9.12、塩分濃度9.862g/l、硫酸塩型に分類される塩湖である。
湖水には水深20～25mのところでサーモクラインおよびケモクラインによるはっきりとした夏成層がみられる。

## 文化
一列七峰の漆黒の山体の頂に白雪を被った達爾果山と共にタンラ・ユムツォはボン教の聖地として崇められている。湖の東岸にはボン教の寺廟である玉本寺と聖地窮宗山がある。